# Gregori Pacurià
Gregori Pacurià (georgià: გრიგოლ ბაკურიანის-ძე, Grigol Bakurianis-dze; grec: Γρηγόριος Πακουριανός, Grigórios Pakurianós; armeni: Գրիգոր Բակուրեան, Grigor Bakurean; búlgar: Григорий Бакуриани, Grigori Bakuriani; mort el 1086) fou un polític i comandant militar de l'Imperi Romà d'Orient. Fou el fundador del monestir de la Mare de Déu de Petritzós, a Bàtxkovo, i autor del típicon que en regeix el funcionament. Els monjos d'aquest monestir ortodox eren ibers.

## Biografia

### Orígens

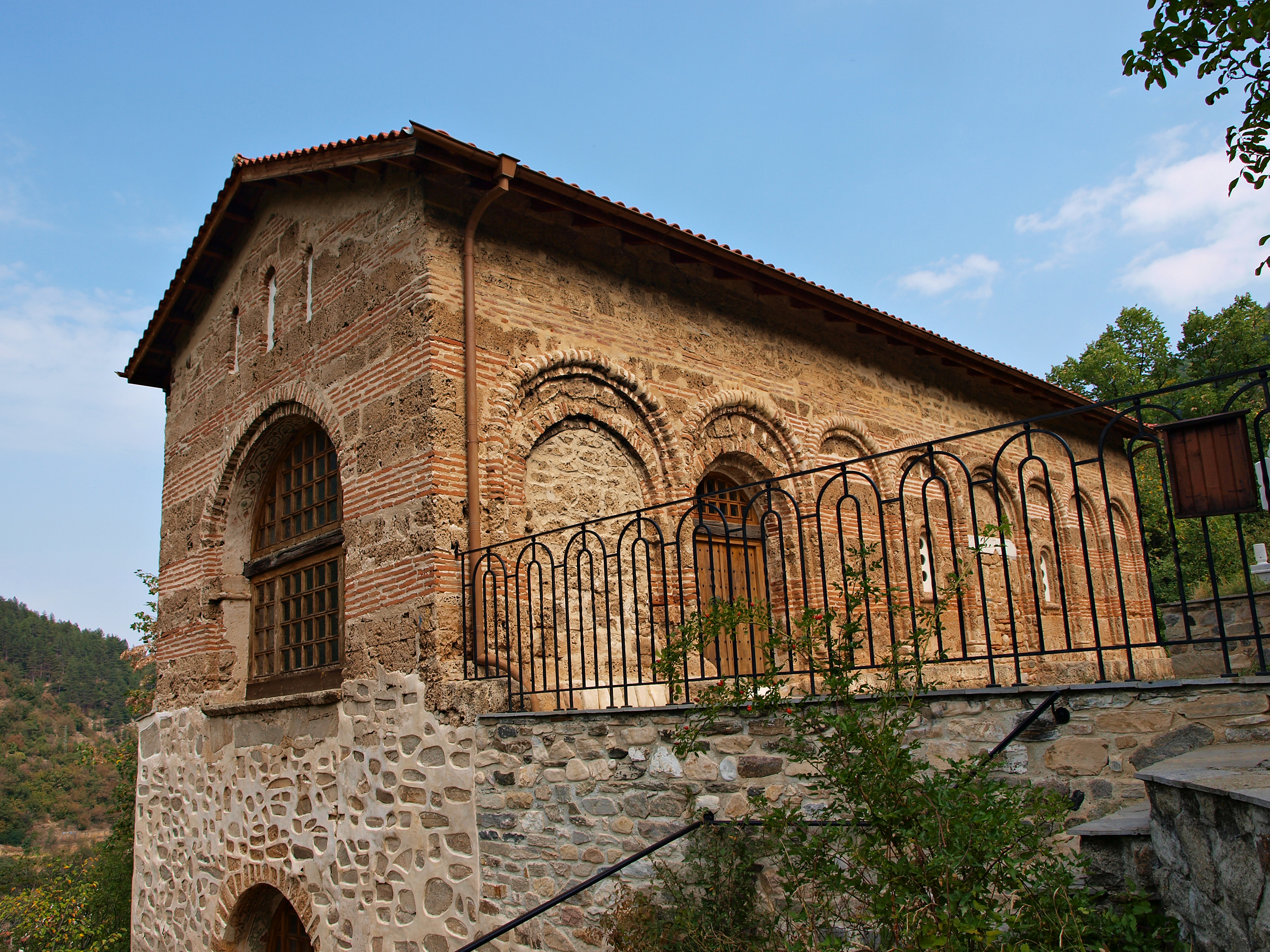
L'ossera del monestir de Bàtxkovo, que conté les restes de Gregori Pacurià.

Els orígens de Pacurià són objecte de debat acadèmic. Es creu que provenia de la regió de Tao o Taik, que havia estat governada pels bagràtides georgians del Curopalatinat d'Ibèria, annexat pels romans d'Orient al tema d'Ibèria el 1001. Segons Anna Comnena, «descendia d'una família il·lustre d'Armènia». Segons N. Aleksidze, l'única font que dona el seu origen com a armeni és Anna Comnena, que només tenia tres anys a la mort de Pacurià. Mateu d'Edessa, un cronista armeni del segle xii, escrigué que era vrats, és a dir, georgià, encara que probablement es referia al fet que Pacurià pertanyia a l'Església Ortodoxa Georgiana, sense que això volgués dir necessàriament que era d'ètnia georgiana. El mateix Pacurià proclamava que pertanyia «al poble gloriós dels ibers» i exigia als seus monjos que parlessin georgià. Sota senyoratge romà d'Orient, la població de l'Alt Tao s'autoidentificava com a georgiana. L'elit de Tao (Basili Bagratisdze, Pere Jojikisdze, Abàs i Gregori Bakurianisdze) veien Geòrgia com «el nostre país» i lluitaven per la seva prosperitat espiritual, cultural i política. El mateix feia Pacurià.
Tenint en compte tota la informació disponible sobre Pacurià, l'acadèmica Nina G. Garsoïan plantejà que «l'explicació més probable és que [la família Pakurian] pertanyia a l'aristocràcia calcedònia mixta armenoibera, que vivia al districte fronterer de Taik/Tao».
Segons Anna Comnena, Pacurià era un home «menut d'estatura, però combatiu».

### Servei a l'Imperi Romà d'Orient
Pacurià prestà servei a l'exèrcit romà d'Orient a partir del 1060. El 1064 ja havia assolit una posició eminent en l'aristocràcia militar romana d'Orient, però no reeixí a defensar Aní del soldà seljúcida Alp Arslan, el rei Bagrat IV de Geòrgia i el rei albanès Goridjan aquell mateix any. A partir del 1071 fou nomenat estrateg (governador) del tema d'Ibèria. L'avanç seljúcida obligà els romans a evacuar les fortaleses de l'est d'Anatòlia i el tema d'Ibèria, així que el 1074 Pacurià cedí el control sobre Kars i Tao al rei Jordi II de Geòrgia. Tanmateix, això no serví per contenir la invasió turca i la regió es convertí en un camp de batalla en les guerres georgiano-seljúcides.
Més endavant prestà servei sota Miquel VII Ducas (ca. 1071-1078) i Nicèfor III Botaniates (ca. 1078-1081) en diversos càrrecs de responsabilitat, tant a la frontera oriental de l'imperi com a l'occidental. Posteriorment estigué implicat en el cop d'estat que derrocà Nicèfor III. El nou emperador, Aleix I Comnè, el nomenà gran domèstic de tot Occident i li concedí moltes més terres als Balcans. Posseïa nombroses finques en diverses parts de l'Imperi Romà i gaudia de tot un seguit de privilegis de l'emperador, incloent-hi l'exempció de certs impostos. El 1081 conduí el flanc esquerre de l'exèrcit contra els normands en la batalla de Dirràquion. L'any següent foragità els normands de Mòglena. El 1086 morí en combat contra els petxenegs en la batalla de Beliatoba, carregant amb tanta ferocitat que topà contra un arbre.
A més a més, era conegut com a mecenes i promotor de la cultura cristiana. El 1074, juntament amb el seu germà Abàs, feu una donació considerable al monestir dels Ibers, al mont Atos, i feu redactar el reglament (típicon) per a aquesta fundació. Signà la versió grega del típicon en armeni. Així mateix, signà amb caràcters georgians i armenis en comptes de grecs.
Gregori i Abàs Pacurià foren enterrats en una ossera propera al monestir de Bàtxkovo. Els retrats dels dos germans estan pintats a la paret nord de l'ossera.